# Deleción (genética)

Deleción de un cromosoma.

Una deleción, en genética, es un tipo especial de anomalía estructural cromosómica que consiste en la pérdida de un fragmento de ADN de un cromosoma. Esta pérdida origina un desequilibrio, por lo que las deleciones están incluidas dentro de las reordenaciones estructurales desequilibradas. El portador de una deleción es monosómico respecto a la información genética del segmento correspondiente del homólogo normal, por eso en ocasiones las deleciones son denominadas monosomías parciales.
El origen de las deleciones puede ser una sencilla rotura cromosómica y pérdida del segmento acéntrico. En ciertos casos, las deleciones son el resultado de un entrecruzamiento desigual entre cromosomas homólogos o cromátidas hermanas mal alineadas. También se pueden producir en la descendencia por segregación anormal de una translocación o una inversión equilibradas de los progenitores.

## Tipos de deleciones
Las deleciones pueden ocurrir en cualquier parte del cromosoma. Según dónde tenga lugar la pérdida del material genético, se pueden clasificar en:
- Deleción proximal: El segmento de ADN ausente se encuentra cerca del centrómero.
- Deleción distal: La pérdida del material genético tiene lugar cerca de los telómeros.

Según el número de puntos de rotura en el cromosoma: 
- Deleción terminal: Se produce solo una rotura en el cromosoma y todo el material genético se pierde desde la misma.
- Deleción intersticial: Hay dos puntos de rotura en el brazo del cromosoma. El material genético entre los mismos está ausente y las partes restantes del cromosoma se fusionan, provocando un acortamiento del brazo pero con el mismo principio y fin.

Algunas deleciones son tan pequeñas que no pueden ser apreciadas al microscopio óptico y son denominadas microdeleciones.

## Incidencia
Las deleciones autosómicas citogenéticamente visibles tienen una incidencia de aproximadamente 1/7.000 nacidos vivos. Las deleciones submicroscópicas más pequeñas detectadas mediante análisis con micromatrices son mucho más frecuentes, si bien aún no se ha determinado el significado clínico de estas microdeleciones.

## Detección
Para detectar una deleción demasiado pequeña como para ser detectada en extensiones metafásicas se suelen utilizar las técnicas de bandeo de alta resolución o la técnica FISH. Para ser detectada por bandeo de alta resolución la deleción ha de ser de al menos varios millones de pares de bases. En cambio, la técnica FISH y las técnicas de micromatrices pueden detectar deleciones cariotípicamente indetectables o deleciones dudosas con consecuencias fenotípicas utilizando para ello sondas específicas de la región de interés.

## Consecuencias
Como consecuencia clínica se refleja la haploinsuficiencia, es decir, la incapacidad de la copia única del material genético para llevar a cabo las funciones que normalmente efectúan las dos copias. Las consecuencias parecen depender del tamaño del segmento delecionado y del número y funciones de los genes que contiene la deleción de material genético puede afectar desde un solo nucleótido (deleción puntual) a grandes regiones visibles citogenéticamente.
La deleción de un gen o de parte de un gen puede ocasionar una enfermedad o una anomalía. Entre éstas destacan las siguientes:
- Síndrome del maullido del gato (deleción del brazo corto del cromosoma 5)
- Síndrome de Prader-Willi (deleción del brazo largo del cromosoma 15)
- Síndrome de Angelman (deleción de una región del cromosoma 15)
- Síndrome deleción 22q13 (deleción del extremo distal del brazo largo del cromosoma 22)